# Camptoloma mangpua
Camptoloma mangpua is een vlinder uit de familie van de Uilen (Noctuidae). De wetenschappelijke naam van de soort is voor het eerst geldig gepubliceerd in 2000 door Zolotuhin & Witt.
De soort komt voor in India (Sikkim en Darjeeling).